# Unrein
Unrein (en español, Impuro) es la quinta producción discográfica de la banda alemana Oomph!, en este disco se tuvo la idea de agregarle a algunos temas un estilo de Speed Metal. Sería el primer disco (Luego de Defekt) en el que agregan este género. Se publicaron dos sencillos para este disco; "Gekreuzigt" y "Unsere Rettung". Este también sería el primer disco que la banda realizaría con el apoyo de Virgin Records el cual se grabó en el estudio alemán Nagelstudio en Múnich.
A diferencia del anterior álbum conceptual de la banda, las 14 pistas de este CD no giran en torno a un tema en particular, y reflejan diferentes aspectos de la experiencia humana, en particular los excesos de la fe, lo que contribuye a las instituciones de la iglesia, en otras palabras: "¿Quién o qué es tan impuro?".
En este disco se utilizó tres muestras de las películas Carlito's Way y The Prophecy.
En noviembre de 2006, la canción "Gekreuzigt" fue relanzada como sencillo bajo el nombre de "Gekreuzigt 2006 + The Power of Love".

## Lista de canciones
| N.º | Título                            | Traducción                            | Duración |  |
| 1.  | «Mutters Schoß»                   | Las Entrañas de la Madre              | 1:12     |  |
| 2.  | «Unsere Rettung»                  | Nuestra Salvación                     | 5:05     |  |
| 3.  | «Die Maske»                       | La Máscara                            | 6:07     |  |
| 4.  | «My Hell»                         | Mi Infierno                           | 5:19     |  |
| 5.  | «Gekreuzigt»                      | Crucificado                           | 4:22     |  |
| 6.  | «Zero Endorphine»                 | Cero endorfinas                       | 3:07     |  |
| 7.  | «Willst du mein Leben entern?»    | ¿Quieres entrar a mi Vida?            | 4:20     |  |
| 8.  | «(Why I'll never be) clean again» | (Porqué nunca estaré) Limpio otra vez | 5:29     |  |
| 9.  | «Unrein»                          | Impuro                                | 5:51     |  |
| 10. | «Anniversary»                     | Aniversario                           | 4:51     |  |
| 11. | «Foil»                            | Hoja                                  | 4:32     |  |
| 12. | «Bastard»                         | Bastardo                              | 6:51     |  |
| 13. | «Another Disease»                 | Otra Enfermedad                       | 5:30     |  |
| 14. | «Meine Wunden»                    | Mis Heridas                           | 7:15     |  |

## Listas de ventas
| Lista (1998) | Mejor posición |
| ------------ | -------------- |
| Alemania     | 37             |
| Austria      | 38             |